# L-504
La L-504 és una carretera antigament anomenada provincial, actualment gestionada per la Generalitat de Catalunya. La L correspon a la demarcació provincial de Lleida.
Té l'origen en el poble de Llavorsí, en el quilòmetre 142,2 de la carretera C-13, i recorre tota la Vall de Cardós, fins al poble de Tavascan. Durant tot el seu recorregut discorre paral·lela a la Noguera de Cardós, quasi sempre per la dreta del riu; només a l'extrem nord del poble de Lladorre travessa breument a l'altra riba del curs d'aigua, per tal de tornar de seguida al seu costat dret.
Travessa els termes municipals de Llavorsí, Tírvia, Vall de Cardós, Esterri de Cardós i Lladorre, i els pobles de Llavorsí, Ribera de Cardós, Ainet de Cardós, Benante, Lladrós, Lladorre i Tavascan, on arriba en 20 quilòmetres. Té el seu final a les portes de la Central elèctrica de Tavascan.
En els seus 20 quilòmetres de recorregut puja 322 m.